# Birgerius microps
Genre
Espèce
Synonymes
- Rhabdoria microps  Simon, 1911

Birgerius microps, unique représentant du genre Birgerius, est une espèce d'araignées aranéomorphes de la famille des Linyphiidae.

## Distribution
Cette espèce se rencontre dans les Pyrénées en France et en Espagne.

## Publications originales
- Simon, 1911 : Araneae et Opiliones (Troisième série). Biospeologica. XXIII. Archives de zoologie expérimentale et générale, sér. 5, vol. 9, no 2, p. 177-206 (texte intégral).
- Saaristo, 1973 : Birgerius gen. n. (Araneae, Linyphiidae). Annales Zoologici Fennici, vol. 10, p. 449-450.